# Nati nel 1009
| Questa pagina contiene informazioni ricavate automaticamente dalle voci biografiche con l'ausilio del template Bio e di un bot. L'aggiornamento è periodico e automatico e ricostruisce completamente la pagina. Se manca una persona in questa lista, sei pregato di non aggiungerla, ma accertati piuttosto che la sua voce biografica contenga il template Bio e che i dati anagrafici siano correttamente compilati. Se il template Bio manca, inseriscilo tu stesso o, in alternativa, metti l'avviso {{tmp\|Bio}} che ne segnala la mancanza. Se i dati riportati sono sbagliati, correggi direttamente la voce biografica; le modifiche saranno visibili in questa lista entro pochi giorni. Per chiarimenti vedi il progetto biografie. La lista contiene solo le 7 persone che sono citate nell'enciclopedia e per le quali è stato implementato correttamente il template Bio. Pagina aggiornata al 19 ott 2024. |

- 10 luglio - Alberto Azzo II d'Este, nobile italiano († 1097)
- 14 dicembre - Go-Suzaku, imperatore giapponese († 1045)
- Adele di Francia, nobile francese († 1079)
- Toirdhealbhach Ua Briain, re irlandese († 1086)
- Ermengol II di Urgell, conte († 1038)
- García Sánchez, conte († 1029)
- Ali Hariri, poeta curdo